# Miss Italia 1982

Ugo Tognazzi con Federica Moro al momento della premiazione

Federica Moro

Miss Italia 1982 si è svolta presso il Gran Hotel Mediterranee a Sanremo dal 27 al 29 agosto 1982. Il concorso è stato condotto da Memo Remigi e Patrizia Rossetti, con la direzione artistica di Enzo Mirigliani e l'organizzazione di Mirigliani. Presidente della giuria tecnica è Ugo Tognazzi. Vincitrice di questa edizione la diciassettenne Federica Moro di Carate Brianza (MB).

## Risultati
| Risultato finale | Concorrente               |
| ---------------- | ------------------------- |
| Miss Italia 1982 | - – Federica Moro         |
| Miss Eleganza    | - – Raffaella Malinconico |
| Miss Cinema      | - – Selena Mastroianni    |

## Concorrenti
01) Maria Grazia Arcaroli (Miss Cinema Romagna)

02) Filomena Filly Aiello (Miss Calabria)

03) Gabriella Carbonara (Miss Eleganza Puglia)

04) Angela Arena (Miss Versilia) 

05) Monica Buraglini (Miss Umbria)

06) Monica Bettega (Miss Cinema Lombardia)

07) Michela Biagarella (Bella dei Laghi)

08) Giuliana Borio (Miss Ragazze Sprint)

09) Cristina Bravetti (Miss Linea Sprint)

10) Lina Cerfeda (Selezione Fotografica)

11) Stefania Castellani (Miss Romagna)

12) Eva Colzi (Miss Ragazza Sprint)

13) Teresa Coccia (Selezione fotografica)

14) Cristina Costa (Miss Cinema Liguria)

15) Monica Cacace (Miss Cinema Lombardia)

16) Maria Grazia Cesa (Miss Campania)

17) Mara Calzoni (Miss Linea Sprint)

18) Chiara Dammacco (Miss Ragazza Sprint)

19) Luisella De Michelis (Miss Linea Sprint)

20) Elisabetta Frignani (Miss Cinema Emilia)

21) Patrizia Fabris (Miss Piemonte)

22) Fausta Fogliazza (Miss Liguria)

23) Silvia Gargani (Miss Eleganza Abruzzo)

24) Agata Gustolisi (Miss Eleganza Sicilia)

25) Rosa Giustozzi (Selezione Fotografica Emilia)

26) Giulia Iezzi (Miss Emilia)

27) Giancarla Longhi (Miss Cinema Piemonte)

28) Claudia Monti (Miss Cinema Marche)

29) Tania Muneri (Miss Valle d'Aosta)

30) Daniela Mango (Miss Basilicata)

31) Paola Mangano (Miss Cinema Sicilia)

32) Anna Massarelli (Miss Roma)

33) Laura Mione (Miss Ragazza Sprint)

34) Antonella Yevillaz (Miss Eleganza Piemonte)

35) Sara Miraudo (Miss Sicilia)

36) Eleonora Mondì (Selezione Fotografica Sicilia)

37) Maura Pelesson (Miss Friuli Venezia Giulia)

38) Liola Pigliotta (Miss Lazio)

39) Daniela Pandini (Selezione Fotografica Lazio)

40) Titti Pinto (Miss Eleganza Lucania)

41) Olga Pedani (Miss Cinema Toscana)

42) Virna Quintini (Miss Toscana)

43) Giuliana Rizzo (Miss Eleganza Calabria)

44) Stefania Russano (Miss Cantapuglia)

45) Raffaella Romano (Miss Campania)

46) Claudia Scataglini (Miss Marche)

47) Maria Sauri (Miss Cinema Lazio)

48) Gilda Salpietro (Miss Show Girl Sicilia)

49) Valeria Tonno (Miss Cinema Puglia)

50) Laura Turrini (Miss Sprint Romagna)

51) Martina Tobaldo (Miss Triveneto)

52) Monica Loiodice (Miss Eleganza Liguria)

53) Alessandra Dal Corso (Miss Veneto)

54) Federica Moro (Miss Eleganza Lombardia)

55) Raffaella Malinconico (Miss Puglia)

56) Selena Mastroianni (Miss Abruzzo)